# SAP30L
SAP30L (англ. SAP30 like) – білок, який кодується однойменним геном, розташованим у людей на 5-й хромосомі. Довжина поліпептидного ланцюга білка становить 183 амінокислот, а молекулярна маса — 20 877.
| 10         |  | 20         |  | 30         |  | 40         |  | 50         |
| ---------- |  | ---------- |  | ---------- |  | ---------- |  | ---------- |
| MNGFSTEEDS |  | REGPPAAPAA |  | AAPGYGQSCC |  | LIEDGERCVR |  | PAGNASFSKR |
| VQKSISQKKL |  | KLDIDKSVRH |  | LYICDFHKNF |  | IQSVRNKRKR |  | KTSDDGGDSP |
| EHDTDIPEVD |  | LFQLQVNTLR |  | RYKRHYKLQT |  | RPGFNKAQLA |  | ETVSRHFRNI |
| PVNEKETLAY |  | FIYMVKSNKS |  | RLDQKSEGGK |  | QLE        |  |            |

A: Аланін

C: Цистеїн

D: Аспарагінова кислота

E: Глутамінова кислота

F: Фенілаланін

G: Гліцин

H: Гістидин

I: Ізолейцин

K: Лізин

L: Лейцин

M: Метіонін

N: Аспарагін

P: Пролін

Q: Глутамін

R: Аргінін

S: Серин

T: Треонін

V: Валін

Кодований геном білок за функціями належить до репресорів, фосфопротеїнів. 
Задіяний у таких біологічних процесах, як транскрипція, регуляція транскрипції, ацетилювання, альтернативний сплайсинг. 
Білок має сайт для зв'язування з ліпідами, іонами металів, іоном цинку, ДНК. 
Локалізований у ядрі.